# Feng Kun
Feng Kun (chiń. upr. 冯坤; chiń. trad. 馮坤; pinyin Féng Kūn; ur. 28 grudnia 1978 roku w Pekinie) – chińska siatkarka, reprezentantka kraju, grająca na pozycji rozgrywającej. W 2004 roku zdobyła złoty medal Igrzysk Olimpijskich w Atenach. W 2008 roku w Pekinie zdobyła brązowy medal olimpijski.
Karierę zakończyła w 2011 roku. 
2 grudnia 2014 roku poślubiła tajskiego trenera siatkówki Kiattiponga Radchatagriengkai.

## Kariera
Kariera Kun Feng rozpoczęła się w 1990 roku, zawodniczka występowała wówczas w klubie Beijing Yanjing Beer. W 1994 roku awansowała do drużyny seniorów, a rok później wygrała Mistrzostwa Świata Juniorek. Pomimo że nie zdobywała żadnych trofeów z klubem, w 1997 roku zadebiutowała w reprezentacji. W 2001 roku zdobyła srebrny medal World Grand Prix i złoty medal Mistrzostw Azji. Rok później wywalczyła srebrny medal World Grand Prix i złoty medal XIV Igrzysk Azjatyckich. W 2003 roku zdobyła złoty medal w każdym z turniejów, w których brała udział: World Grand Prix, Mistrzostwa Azji i Puchar Świata. Na Pucharze Świata została uznana najlepiej rozgrywającą zawodniczką turnieju. Rok 2004 można uznać za kulminację jej siatkarskiej kariery - zdobyła złoty medal Igrzysk Olimpijskich w Atenach oraz została uznana MVP i najlepszą rozgrywającą turnieju. W roku poolimpijskim zdobyła brązowy medal w World Grand Prix oraz trzeci z rzędu złoty medal Mistrzostw Azji, otrzymała nagrody dla najlepszej rozgrywającej we wszystkich tych turniejach. W 2006 roku zdobyła złoty medal XV Igrzysk Azjatyckich. W 2007 roku wywalczyła srebrny medal Mistrzostw Azji, a rok później zdobyła brązowy medal Igrzysk Olimpijskich w Pekinie. W sezonie 2008/2009 występowała we włoskim klubie Asystelu Novara, z którym zdobyła Puchar CEV; w rozgrywkach CEV została uznana za najlepszą rozgrywającą. Po zakończonym sezonie we Włoszech wróciła do ligi chińskiej i z drużyną Evergrande Kanton wywalczyła awans do ligi A. W sezonie 2010/2011 zdobyła z tym zespołem wicemistrzostwo Chin.
Niewątpliwie była jedną z najlepszych rozgrywających w historii żeńskiej siatkówki. Jako rozgrywającą cechowało ją bardzo szybkie odbicie, lubiła grać pierwszym tempem, kombinacyjną siatkówkę. Na pewno jej gra i niepowtarzalne kombinacje siatkarek "złotej generacji" pozostaną na długo w pamięci kibiców żeńskiej siatkówki na całym świecie.

## Sukcesy klubowe
Puchar CEV:
- 2009

Mistrzostwo Włoch:
- 2009

Mistrzostwo Chin:
- 2011

## Sukcesy reprezentacyjne
Mistrzostwa Świata Juniorek:
- 1995

Volley Masters Montreux:
- 2000, 2003
- 1998, 1999, 2005, 2006, 2008
- 2002, 2004

World Grand Prix:
- 2003
- 2001, 2002
- 2005

Mistrzostwa Azji:
- 2001, 2003, 2005
- 2007

Puchar Wielkich Mistrzyń:
- 2001
- 2005

Igrzyska Azjatyckie:
- 2002, 2006

Puchar Świata:
- 2003

Igrzyska Olimpijskie:
- 2004
- 2008

Puchar Azji:
- 2008

## Nagrody indywidualne
- 2001: Najlepsza rozgrywająca World Grand Prix
- 2001: MVP i najlepsza rozgrywająca Mistrzostw Azji
- 2002: Najlepsza rozgrywająca World Grand Prix
- 2003: Najlepsza rozgrywająca World Grand Prix
- 2003: Najlepsza rozgrywająca Pucharu Świata
- 2004: MVP i najlepsza rozgrywająca Igrzysk Olimpijskich
- 2005: Najlepsza rozgrywająca World Grand Prix
- 2005: Najlepsza rozgrywająca Mistrzostw Azji
- 2005: Najlepsza rozgrywająca Pucharu Wielkich Mistrzyń
- 2008: Najlepsza rozgrywająca Volley Masters Montreux
- 2009: Najlepsza rozgrywająca turnieju finałowego Pucharu CEV